# Lysiteles minimus
Lysiteles minimus là một loài nhện trong họ Thomisidae.
Loài này thuộc chi Lysiteles. Lysiteles minimus được Ehrenfried Schenkel-Haas miêu tả năm 1953.